# Chevrolet Onix
La Chevrolet Onix è una utilitaria di segmento B a cinque porte prodotta dalla casa automobilistica statunitense Chevrolet a partire dal 2012 per il solo mercato Sud Americano. Si tratta di una vettura low cost progettata e assemblata dalla divisione General Motors Brazil. Dalla Onix è stata ricavata una versione berlina venduta come Chevrolet Prisma.

## Prima generazione (dal 2012)
La Onix è stata ufficialmente presentata nel mese di ottobre 2012 al Salone dell'automobile di San Paolo e introdotta nel mese di novembre sul mercato. Nasce per sostituire le vecchie Chevrolet Celta (un derivato della Opel Corsa B prodotto in Brasile e più volte ristilizzato) e la Chevrolet Agile (altra utilitaria low cost progettata espressamente per il Sud America che non ha riscosso successo).
La Onix sfrutta la piattaforma GM Gamma esordita con la Opel Corsa C, e adottata anche da altri modelli del gruppo GM come la Chevrolet Aveo di seconda generazione. Rispetto alla Corsa però il pianale è stato riprogettato per adottare componenti più economiche per ridurre i costi di produzione. L'avantreno conserva lo stesso schema di sospensioni a ruote indipendenti MacPherson mentre il retrotreno utilizza una sospensione interconnessa a ponte torcente più rigida con barra stabilizzatrice.
La carrozzeria di tipo hatchback a due volumi con cinque porte ed è lunga 3,93 metri con un passo di 2,528 metri. Esteticamente la Onix possiede un design ispirato al resto della produzione Chevrolet, con la grande calandra frontale che ingloba il marchio del cravattino. L'interno è a cinque posti, la plancia simile a quella della Aveo possiede introduce il sistema multimediale MyLynk con schermo LCD touchscreen da 7 pollici e connessione bluetooth.

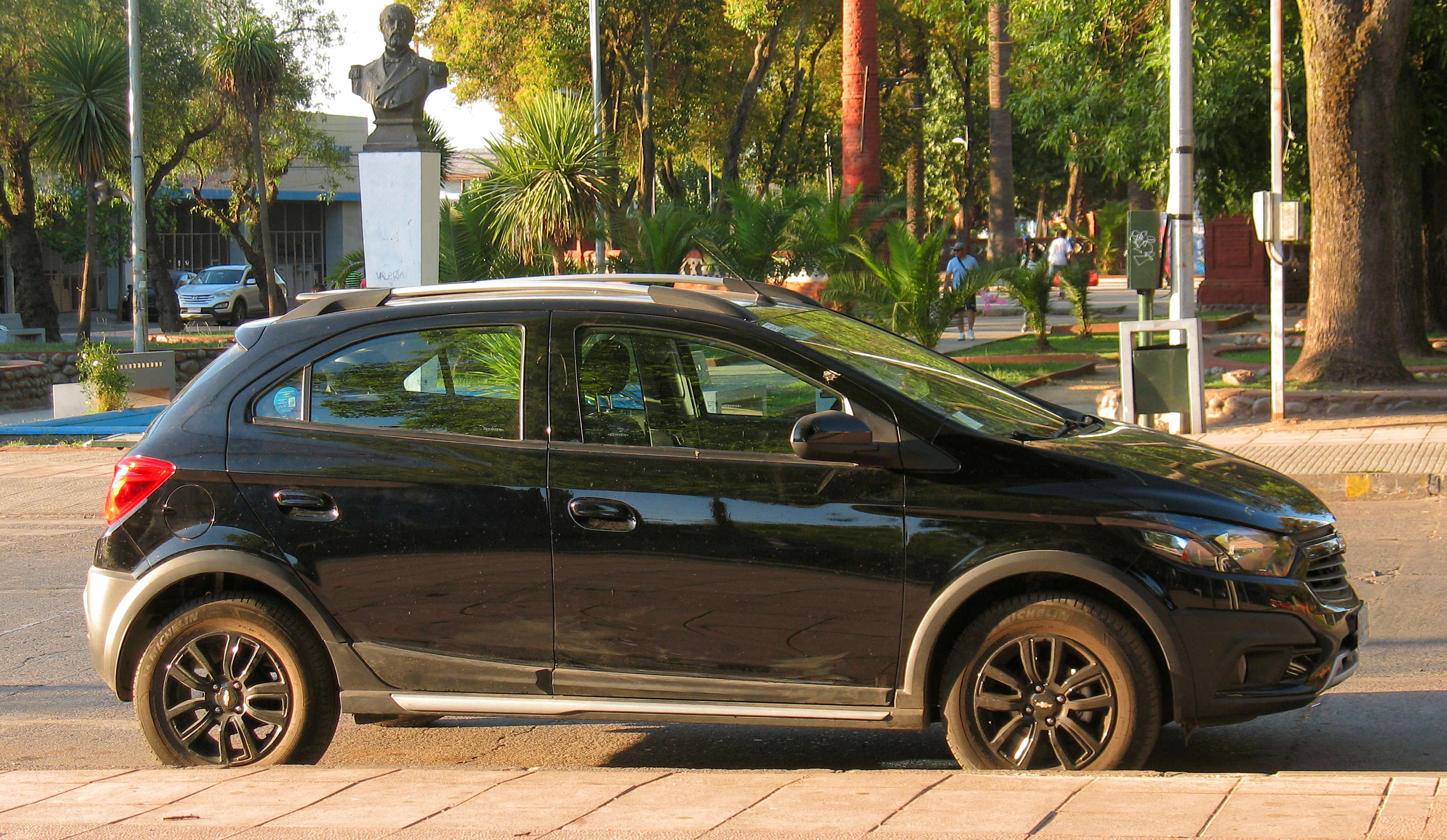
La Onix Activ, versione rialzata stile crossover

A metà 2016 subisce un restyling e viene introdotto l'allestimento Activ stile crossover con protezioni in plastica grezza, barre al tetto e assetto rialzato di 3 centimetri. Esteticamente vengono modificati fanali anteriori e paraurti, sui modelli di punta vengono introdotte le luci diurne a LED. Internamente debutta il nuovo sistema multimediale con connettività OnStar e disponibilità di Android Auto o Apple CarPlay.
Nell’ottobre 2018 viene prodotto il milionesimo esemplare.
A seconda del mercato, il modello è disponibile in tre livelli di allestimento, oltre a diverse edizioni speciali. Il modello base LS, l'intermedio LT, quello di punta LTZ e una versione crossover Activ. Due airbag e ABS sono di serie su tutte le versioni in Brasile mentre negli altri mercati latino americani la vettura viene venduta priva di airbag non essendo necessari alle omologazioni.
La gamma motori è composta dai nuovi quattro cilindri appartenenti alla famiglia motoristica SPE/4 (Smart Performance Economy 4 cylinders) evoluzione dei vecchi Econo.Flex; si tratta di motori flexy fuel in grado di funzionare sia a benzina che a bioetanolo (E25 o E100) con distribuzione a due valvole per cilindro, iniezione elettronica multipoint. Disponibili in due versioni: 1.0 6 valvole erogante 78 cavalli (80 cavalli nel funzionamento ad etanolo) e 1.4 8 valvole erogante 98 cavalli (106 nel funzionamento ad etanolo).
Nel 2019 viene presentata la seconda generazione. La General Motors decide di mantenere in produzione la prima che ancora godeva di un buon successo. Nel settembre 2019 la Onix riceve un aggiornamento adottando di serie gli airbag frontali e viene ribattezzata Onix Joy.

## Seconda generazione (dal 2019)

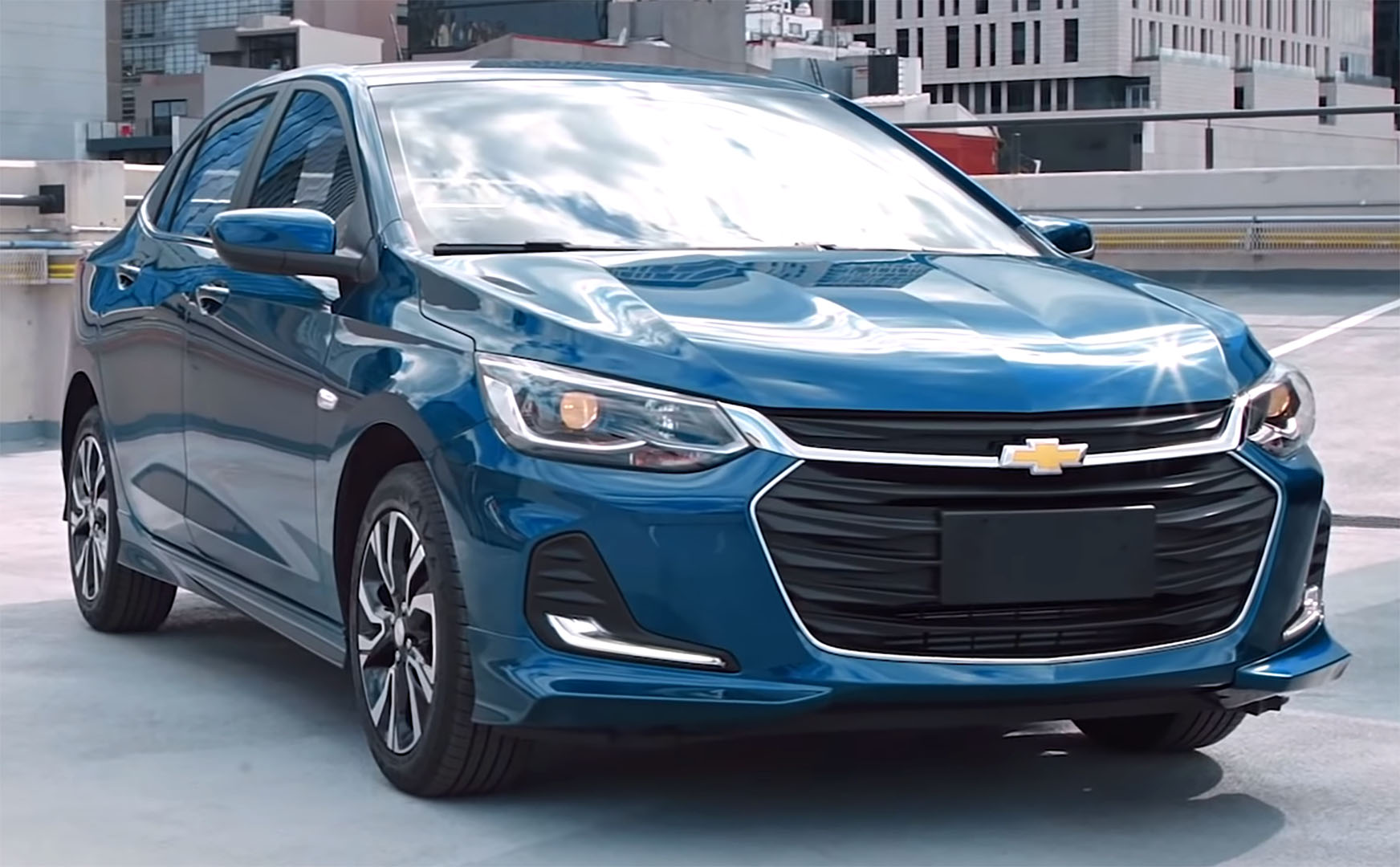
La Onix di seconda generazione

Nell'aprile 2019 debutta In Cina la seconda generazione della Onix che non sarà più un modello riservato al mercato sud americano ma si tratta di un nuovo progetto destinato ai principali mercati emergenti; la vettura infatti porta al debutto la nuova piattaforma di base denominata GEM (acronimo di Global Emerging Markets) progettata congiuntamente tra il centro ricerche GM brasiliano e il centro ricerche asiatico PATAC e viene adottata anche da numerosi modelli di autovettura prodotti dalla cinese SAIC. Oltre alla versione a cinque porte verrà proposta anche nella variante berlina tre volumi denominata Onix Plus che andrà a sostituire nel Sud America la precedente Chevrolet Prisma e la Aveo mentre in Cina le Chevrolet Sonic e Cavalier.
La Onix cinque porte possiede una carrozzeria due volumi lunga 4,163 metri, larga 1,730 metri e alta 1,473 metri con un passo di 2,551 metri. La variante berlina a quattro porte, denominata Onix Plus, è lunga 4,474 metri, larga 1,730 metri e alta 1,470 metri con un passo più lungo pari 2,600 mm per incrementare lo spazio per i passeggeri posteriori. Internamente la vettura introduce il nuovo sistema di infotainment OnStar con display touchscreen da 7 pollici, connessione internet 4G e connettività MyLink con Wi-Fi, ingresso USB, bluetooth e compatibilità con Android Auto e Apple CarPlay.
Sul mercato cinese l'Onix viene prodotta nello stabilimento di Yantai della joint venture SAIC-GM ed è equipaggiata con i nuovi propulsori a benzina 1.0 Ecotec 325T turbo a 3 cilindri a iniezione diretta che eroga 123 CV e una coppia massima di 180 Nm a 1350 giri/min affiancato da un motore 1.3 Ecotec 320T tre cilindri aspirato con iniezione multipoint erogante 107 CV e 130 Nm di coppia massima a 4000 giri/min.
In Brasile, la nuova generazione ha debuttato nel settembre 2019 ed è stata messa in vendita nel novembre dello stesso anno. La produzione avviene nello stabilimento di Gravataí della filiale GM Brazil. Rispetto alla vecchia generazione i modelli brasiliani ora dispongono di serie per tutti i modelli di 6 airbag, ABS con EBD e controllo elettronico della stabilità e della trazione. La gamma motori si compone del motore flexy fuel (a benzina o etanolo) 1.0 Ecotec aspirato tre cilindri a iniezione multipoint erogante 82 cavalli abbinato ad una nuova trasmissione manuale a 6 rapporti oppure alla variante turbo che eroga 116 cavalli sempre con cambio manuale a 6 rapporti.
Nel 2019, la Chevrolet Onix è stata il modello di auto più venduto in Brasile, per il quinto anno consecutivo, con un totale di 268.066 esemplari venduti ed anche il modello di auto più venduto dell’America Latina.
Nel dicembre 2019 parte anche la produzione in Messico nello stabilimento di San Luis Potosí. Il modello messicano viene equipaggiato con i motori tre cilindri 1.0 Ecotec Turbo da 116 cavalli e un 1.2 tre cilindri Ecotec turbo da 130 cavalli disponibili con cambio manuale a cinque rapporti o automatico a sei rapporti.